# سباستین بلانکو
سباستین بلانکو (اسپانیایی: Sebastián Blanco‎؛ زادهٔ ۱۵ مارس ۱۹۸۸) یک بازیکن فوتبال اهل آرژانتین است.
از باشگاه‌هایی که در آن بازی کرده‌است می‌توان به لانوس، متالیست خارکوف، وست برومویچ آلبیون و سن لورنزو اشاره کرد.
وی همچنین در تیم ملی فوتبال آرژانتین بازی کرده است.